# Formazioni di difesa proletaria
Le formazioni di difesa proletaria furono formazioni antifasciste italiane, nate per far fronte allo squadrismo, culminato del "biennio nero" 1921-1922.
La nascita delle formazioni di difesa proletaria è contestuale alla nascita dei Fasci italiani di combattimento, creati da Benito Mussolini, ed alla presentazione del loro manifesto.

## Storia

Bandiera utilizzata dal battaglione Arditi del Popolo della sezione di Civitavecchia

Nel 1920 le formazioni di difesa proletaria, come le Guardie Rosse, partecipano all'occupazione delle fabbriche di Torino. Queste formazioni antifasciste, nate spontaneamente e legate alle posizioni politiche di partito per far fronte allo squadrismo, sebbene potessero contare su reduci della Grande Guerra, si dimostrarono talvolta ingenue nell'arte militare, come testimonia la sconfitta delle stesse Guardie Rosse a Torino.
Nel 1921 ha quindi luogo la fondazione degli Arditi del Popolo, organizzazione paramilitare antifascista a forte componente comunista e anarchica, nata a seguito della spaccatura dell'Associazione Arditi d'Italia, iniziata con l'assalto da parte di squadristi e gruppi di Arditi della Camera del Lavoro di Milano.
Le formazioni esistenti si coagularono perciò spesso attorno agli Arditi del Popolo, attirate da capi militari provenienti dagli Arditi quali Argo Secondari, Vincenzo Baldazzi, Alberto Acquacalda, dai ranghi degli ufficiali dell'esercito, spesso pluridecorati, come Antonio Cieri, Guido Picelli, Gaetano Perillo, Alceste de Ambris, Emilio Lussu, o ex-legionari fiumani.
L'ingresso sulla scena degli Arditi del Popolo provocò quindi un cambio di tattica militare con l'utilizzo dell'attacco preventivo: al momento della notizia di colpo di mano da parte delle squadre d'azione, si provvedeva all'inquadramento militare degli uomini in centurie, ovvero battaglioni.
Questi cambiamenti andarono a scontrarsi con la tattica arrendevole del Partito Socialista Italiano e del Partito Repubblicano Italiano, che disconobbe gli Arditi del Popolo (punto 5 del Patto di pacificazione sottoscritto da fascisti e socialisti, mai osservato nei fatti da entrambi), l'opposizione ferma della maggioranza del gruppo dirigente del Partito Comunista d'Italia (Antonio Gramsci era per contro attento al fenomeno e propenso all'appoggio), contrariamente alle indicazioni dell'Internazionale, e le persecuzioni messe in atto da Ivanoe Bonomi impedirono l'adeguato sviluppo della nuova struttura militare antifascista. Questo anche a causa dell'appoggio incompleto da parte della base non combattente dei partiti, che rimase confusa dalle prese di posizione dei dirigenti, ma che comunque continuò a dare nuovi afflussi alle formazioni di difesa proletaria.
Lo storico Tom Behan afferma che queste formazioni, organizzate come gli Arditi del Popolo, avrebbero potuto fermare il fascismo sul suo terreno, quello dello scontro armato.

## Gruppi per connotazione politica e zona operativa
Formazioni di difesa proletaria operanti prima del luglio 1921:
- Abbasso la legge: anarchici (Carrara)
- Gruppi Arditi Rossi, o semplicemente Arditi Rossi: socialisti, poi comunisti (Venezia Giulia) di Vittorio Ambrosini, capitano degli Arditi, vicino all'ambiente futurista, personaggio singolare che attraverserà lo scenario combattentistico di entrambi i conflitti mondiali, fonda con Giuseppe Bottai, Mario Carli, ed altri la "Associazione fra gli Arditi d'Italia" e segue Argo Secondari nella scissione che dà vita agli Arditi del Popolo, dai quali Giuseppe Bottai prende le distanze.
- Gruppi rivoluzionari di azione: anarchici e socialisti (Torino e centri industriali dintorni)
- Guardie Rosse[5]: socialisti, poi comunisti (Empoli, Torino, Alessandria e centri industriali dei dintorni) ad Empoli furono protagoniste dei Fatti di Empoli del 1921; una forte formazione di Guardie Rosse agisce anche ad Imola in collaborazione con le formazioni antifasciste anarchiche[6][7]
- Squadre di azione antifascista: anarchici e comunisti (Livorno)
- Centurie proletaria: comunisti e socialisti (Torino)
- Figli di nessuno: anarchici (Genova, Vercelli, Novara)
- Lupi Rossi: socialisti (Genova)

Personaggi antifascisti di spicco, riguardanti in particolare le zone di Genova, Vercelli e Novara sono stati il genovese Gaetano Perillo ed il vercellese Francesco Leone, che successivamente saranno fra i fondatori del fronte unito Arditi del Popolo nelle zone citate. La loro rilevanza storica è dovuta sia al loro impegno politico - che attraversa praticamente mezzo secolo ed oltre - sia come memoria storica (che nel caso di Perillo assume le dimensioni di uno dei maggiori storici del movimento operaio genovese).
Formazioni di difesa proletaria operanti dall'estate del 1921 all'autunno del 1922:
- Arditi del Popolo: fronte unito (nazionale)
- Legione Proletaria Filippo Corridoni: repubblicani, socialisti rivoluzionari, sindacalisti rivoluzionari (Parma). Mantenne la propria autonomia durante i Fatti di Parma, combattendo a fianco degli Arditi del Popolo.
- Arditi Ferrovieri: fronte unito riconducibile a battaglione/i Arditi del Popolo (Milano e dintorni)
- Centurie proletarie: fronte unito riconducibile a battaglione/i Arditi del Popolo (basso Friuli)
- Ciclisti Rossi: socialisti, comunisti, anarchici fronte unito riconducibile a battaglione/i Arditi del Popolo (Cremona e provincia, Venezia Giulia)
- Corpo di Difesa Operaia: fronte unito riconducibile a battaglione/i Arditi del Popolo (Torino e centri industriali dintorni)
- Guardie Rosse Volanti: fronte unito riconducibile a battaglione/i Arditi del Popolo, comunisti e socialisti (Crema e dintorni)
- Squadre Comuniste d'Azione: comunisti (Italia nord-occidentale)
- Squadre Difesa Proletaria: anarchici e comunisti (Fermo)
- Squadre Azione Repubblicana: repubblicani (Romagna, Marche; zone di intensa attività furono anche il Lazio, e specificatamente Roma: forte fu la presenza di tale organizzazione dopo la scissione avvenuta nella capitale fra gli Arditi ed avendo la città stessa una forte tradizione insurrezionale. Anche la zona di Bari, dove agiva Giuseppe Di Vittorio, in quanto pur essendo generalmente riportate le formazioni di difesa proletaria come Arditi del Popolo, nella realtà l'insieme dei combattenti antifascisti in quell'area era più complessa).
- Camicie grigie o Giacche grigie gruppi in via di formazione in Sardegna, legati al sardismo, al Partito Sardo d'Azione ed a Lussu, nel tardo autunno 1922 (quindi dopo la marcia su Roma) non avevano ancora dato all'antifascismo sardo una struttura militare in grado di opporsi al regime. Già prima alcuni esponenti del Partito Sardo d'Azione iniziarono, su base molto lasca e destrutturata, ad armarsi. Sull'isola lo squadrismo non era ancora giunto se non a livello episodico (fino allo "sbarco di Olbia" del 1º dicembre 1922). Dopo lo "sbarco di Olbia" Lussu ed altri esponenti radicalmente avversi al fascismo del partito iniziarono a progettare la costruzione di una milizia mobile di autodifesa, ma oramai il regime era già operativo, ed i prefetti agivano agli ordini di Mussolini, rendendo agevole stroncare un'iniziativa che aveva dalla sua numerosi reduci della brigata Sassari e degli arditi con notevole esperienza militare.

In Emilia-Romagna e nelle Marche, dove si verificarono la Settimana rossa e la Rivolta dei Bersaglieri, furono presenti formazioni di difesa proletaria.
A Livorno erano presenti gli Arditi del Popolo capitanati dal tenente Quagliarini, pluridecorato della prima guerra mondiale:
(strofa della canzone del Fronte Unito Arditi del Popolo di Livorno)

### Esponenti principali

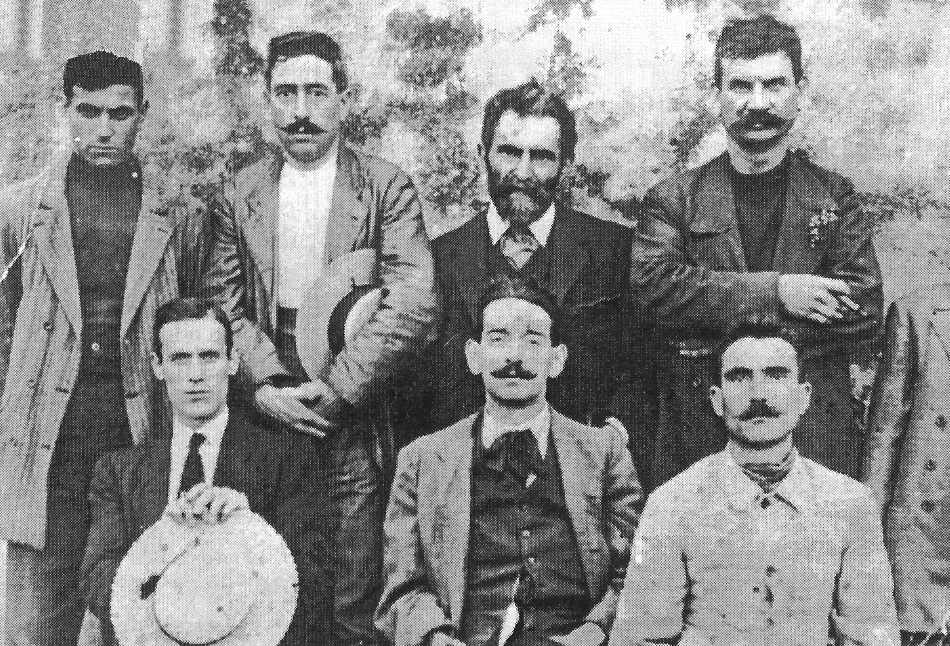
Errico Malatesta con un gruppo di Arditi del Popolo

- Alceste de Ambris
- Spartaco Lavagnini
- Gaetano Perillo
- Armando Vezzelli
- Ercole Miani
- Guido Picelli
- Errico Malatesta